# Operační program Výzkum a vývoj pro inovace
Operační program Výzkum a Vývoj pro Inovace (OP VaVpI) je jedním z programů, který v letech 2007–2013 umožňuje České republice čerpat finance z fondů Evropské unie na vědecké a výzkumné projekty. Podporuje především vysoké školy, veřejné výzkumné instituce a další organizace zabývající se výzkumem. Na program je vyčleněno celkem 2,4 miliardy EUR. Program se netýká hlavního města Prahy, projekty nemohou být realizovány v Praze.

## Co se z OP VaVpI financuje

### Evropská centra excelence
Evropská centra excelence jsou velká výzkumná střediska, která spojují teoretický a aplikovaný výzkum a vytvářejí tak špičkové technologie světové úrovně. Často také spolupracují se zahraničními výzkumnými institucemi. Program financuje rekonstrukci, výstavbu a vybavení těchto center spojenou s konkrétním výzkumným projektem. Na tuto oblast je určeno celkem cca 806 mil. EUR.

#### Podpořené projekty
- Biotechnologické a biomedicínské centrum BIOCEV – společný projekt AV ČR a Univerzity Karlovy – příspěvek 1,9 mld. Kč[3]
- Středoevropský technologický institut (CEITEC) – projekt brněnských vysokých škol a ústavů AV ČR – příspěvek 4,4 mld. Kč[3]
- Centrum excelence IT4 Innovations (IT4I) – výpočetní centrum Vysoké školy báňské – Technické univerzity v Ostravě a několika dalších partnerských vysokých škol – příspěvek 1,3 mld. Kč[3]
- Centrum excelence Telč – projekt Ústavu teoretické a aplikované mechaniky AV ČR – příspěvek 0,2 mld. Kč[3]
- CzechGlobe – Centrum pro studium dopadů globální změny klimatu – příspěvek 0,6 mld. Kč[3]
- Extreme Light Infrastructure (ELI) – projekt Akademie věd ČR v Dolních Břežanech – 4,8 mld. Kč[3]
- Mezinárodní centrum klinického výzkumu (ICRC) – centrum Fakultní nemocnice u sv. Anny v Brně – 1,8 mld. Kč[3]
- Nové technologie pro informační společnost (NTIS) – výzkumné centrum Fakulty aplikovaných věd Západočeské univerzity v Plzni – 0,6 mld. Kč[3]

### Regionální VaV centra
V rámci konkrétního výzkumného projektu je podporována výstavba, rekonstrukce a vybavení regionálního výzkumného a vývojového centra. U projektů je ceněna především spolupráce s aplikační sférou, tzn. například se soukromými podniky. Na tuto oblast je vyčleněno celkem cca 806 mil. EUR.

#### Příklady podpořených projektů v této oblasti
- NETME Centre (Nové technologie pro strojírenství) – projekt Vysokého učení technického v Brně, který je zaměřen na výzkum v oblastech energetiky, procesů a ochrany životního prostředí, mechatroniky, včetně aplikací v oblastech obrábění, letecké a automobilové techniky, moderních způsobů navrhování strojních soustav a zkušebnictví, pokročilých kovových materiálů - příspěvek 0,6 mld. Kč
- Centrum pro nanomateriály, pokročilé technologie a inovace – projekt Technické  Univerzity v Liberci, který je zaměřen na prohloubení výzkumu v oblasti materiálového výzkumu (nanotechnologie), pokročilého strojírenství (zejména mechanotronické systémy) a nových pohonných jednotek.
- Centrum pro aplikovanou mikrobiologii a imunologii ve veterinární medicíně – projekt je zaměřen na využití nástrojů molekulární biologie k získání nových poznatků v oborech imunologie, virologie a bakteriologie. Nové poznatky budou využity při vývoji nových vakcín na ochranu zdraví zvířat, přípravě diagnostických souprav pro detekci patogenních mikroorganismů nebo získání nových údajů pro přípravu směrnic a opatření orgánů státní správy. To v souhrnu umožní dlouhodobý udržitelný rozvoj v zemědělství a biotechnologickém průmyslu a přispěje tak ke zvýšení konkurenceschopnosti českých producentů.
- Aplikační a vývojové laboratoře pokročilých mikrotechnologií a nanotechnologií (ALISI) – projekt Ústavu přístrojové techniky AV ČR (ÚPT), který je zaměřen na výzkum technologií využívajících metod elektronové mikroskopie a litografie, magnetické rezonance, laserové interferometrie a spektroskopie, svařování elektronovým a laserovým paprskem, magnetronového naprašování a vývoj nových diagnostických metod v medicíně.
- Národní ústav duševního zdraví (NUDZ) – projekt Psychatrického centra Praha v Klecanech – příspěvek 0,7 mld. Kč
- Udržitelná energetika (SUSEN) – projekt společnosti Centrum výzkumu Řež s.r.o. – příspěvek 1,7 mld. Kč[3]

### Komercializace a popularizace VaV
V této oblasti je podporováno zejména komerční využití výsledků výzkumu a vývoje a ochrana duševního vlastnictví (např. formou registrace patentů). Dále se pak financuje propagace a popularizace výzkumných projektů financovaných z OP VaVpI.  Na všechny tyto aktivity má ČR k dispozici celkem cca 251 mil. EUR. Příklad podpořeného projektu:
- MSCB – Moravian Science Centre Brno – výstavba VIDA! science centra v Brně – příspěvek 0,5 mld. Kč[3]

### Infrastruktura pro výuku na vysokých školách spojenou s výzkumem
Podporují se především projekty na zlepšení kvality vzdělávání a přípravy studentů vysokých škol v oblasti výzkumu a vývoje. Z programu je na tuto oblast k dispozici celkem cca 487 mil. EUR. Příklad podpořeného projektu:
- Výstavba vzdělávacího komplexu FEKT VÚT v Brně – příspěvek 0,8 mld. Kč[3]

## Kritika
Centra však náklady na svůj provoz zatěžují rozpočet na vědu a výzkum. Navíc nejsou vědci, kteří by je plně obsadili.